# Contea di Hart (Georgia)
La contea di Hart (in inglese Hart County) è una contea dello Stato della Georgia, negli Stati Uniti. La popolazione al censimento del 2000 era di 22 997 abitanti. Il capoluogo di contea è Hartwell.